# 富人贡特拉姆
富人贡特拉姆（拉丁語：  Guntramnus Dives,法語：  ; 约920年-973年3月26日）是一位布赖斯高伯爵，埃蒂琼尼德家族的成员，可能是哈布斯堡家族的祖先。

## 生平
埃蒂乔尼德家族是上莱茵河两岸最有影响力的家族之一。作为其埃伯哈德分支的成员，冈特拉姆在阿尔萨斯和布赖斯高拥有从孚日山脉到凯撒斯图尔和黑林山的领地。
贡特拉姆的许多财产都是国王赐予的。952年8月，在奥格斯堡的帝国议会中贡特拉姆被判犯有背叛罪，致使奥托大帝剥夺了他的领地。然而，贡特拉姆将他在阿尔萨斯、布赖斯高以及阿勒和罗伊斯附近的财产保留了下来。得以让其家族政治影响力由孙子们恢复。
写于 11 世纪的穆里修道院年表指出，Guntramnus Dives（富人贡特拉姆）是哈布斯堡王朝的祖先。许多历史学家认为，这确实是证明他的一种证据。尽管还有诸多不确定。

## 家庭
贡特拉姆有以下子嗣：
克莱特高的兰泽林（拉德波特之父）
阿尔滕堡的鲁道夫